# Cercopes

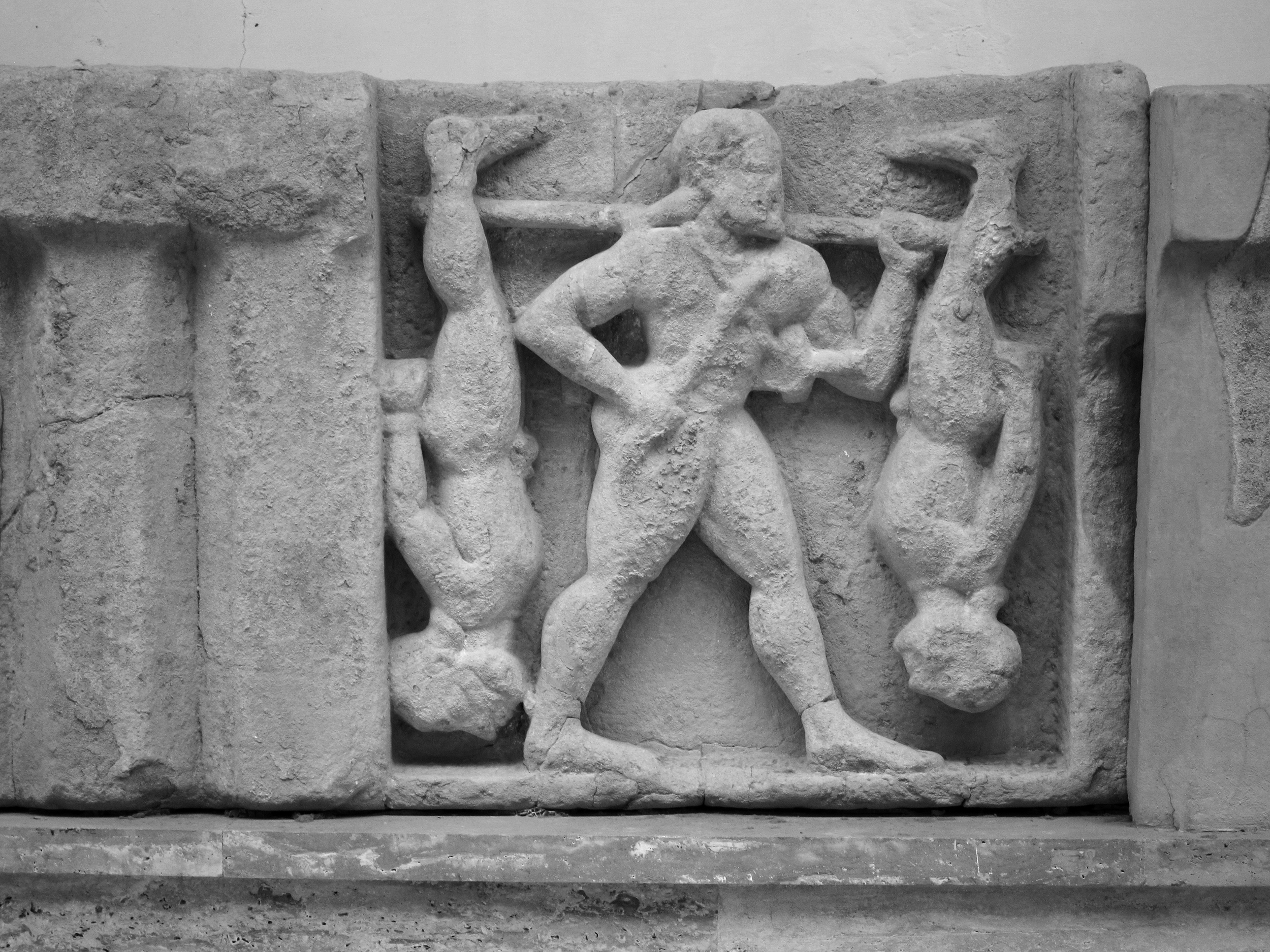
Heracles y los Cercopes representados en una metopa de un templo de Paestum (Italia).

En la mitología griega, los Cercopes o Cércopes eran traviesas y extrañas criaturas que aparecen en el ciclo de Heracles.
Eran dos enanos gemelos que se dedicaban a robar a los viajeros. Su madre les había prevenido para que tuviesen cuidado cuando se encontraran con un hombre melampigo (es decir, que tuviese las posaderas negras). Cierto día intentaron robarle a Heracles sus armas, mientras el héroe dormía al borde del camino, pero este, al despertarse, los capturó y los ató cabeza abajo a dos palos que se cargó en los hombros. Así colgados, los Cercopes vieron que Heracles era la persona que su madre les había anunciado, ya que tenía las posaderas negras por la pelambrera que las cubría. Su reacción fue de hilaridad y Heracles acabó dejándolos en libertad.
También se conoce como Cercopes a un poema de épica arcaica que ha sobrevivido a día de hoy solo de manera fragmentaria en un puñado de referencias de otros autores.

## Otras variantes
Se dice que Heracles, mientras sirvió a Ónfale como esclavo, capturó y encadenó a los Cercopes en Éfeso. A unos los mató y a otros los hizo prisioneros y los entregó encadenados a Ónfale.
Jenágoras dice que se transformaron en monos y que las islas Pitecusas recibieron de ellos su nombre. De estos monos tenemos el género Cercopithecus y a las Pitecusas se las conoce como islas de los monos. Sea como fuere estaban dotados de cola y eran ladrones y malhechores.
Según otras versiones fueron transformados en la roca Melampigo, que se muestra a los visitantes de las Termópilas, el primer lugar en donde comenzaron sus fechorías.

## Nombres y genealogía
Eran dos hermanos pero sus nombres cambian: Pásalo y Acmón, Pásalo y Aclemón, Olo y Euríbato, Andulo y Atlanto, Euríbato y Frinondas, Candolo y Atlanto o Aristodemo y Sóstrato.
No hay una tradición genealógica definida para los Cercopes. Pueden ser descritos como hijos de Océano y Tea o Teya, llamada Memnónide, esto es hija de Memnón. O bien Teya es la propia hija de Océano y entonces los Cercopes habrían nacido fruto del incesto.

## En laSuda
Eran dos hermanos que vivían sobre la tierra, haciendo alarde de toda clase de injusticias. Se llamaban Cercopes, apodados así por la maldad de sus acciones. Su madre Memnónide, al ver estas cosas dijo que no se encontraran con el «culonegro», esto es, con Heracles. Dicen que se convirtieron en piedra por haber intentado engañar a Zeus. La expresión proverbial «cercopizar» Crisipo dice que fue transferida de los animales que halagan con la cola. Se los describe como bribones, trapaceros, engañadores, aduladores que, como la zorra burla a los perros de caza, engañan a los más simplones con la cola de sus palabras. Tenían una vida errante, caminando por muchas tierras. Otros dicen que eran naturales de Ecalia y que hollando los cruces de tres caminos de los beocios les hacían mucho daño.

## En Ovidio
Ovidio dice que Júpiter (Zeus) los transformó en monos: 

Como que el padre de los dioses, un día aborreciendo las comisiones de los Cercopes, esa gente dolosa, el fraude y los perjurios, mutó en un desfigurado ser a sus varones, de modo que igualmente parecen de semejante al humano, y contrajo sus miembros, sus narices, de la frente remangadas, aplastó y roturó de arrugas su vieja cara, y velados en todo el cuerpo de un dorado vello los mandó a estas sedes y no dejó antes de arrebatarles de su lengua el uso de las palabras, nacidas para los perjurios. Les dejó el poder lamentarse sólo con un ronco chirrido
Ovidio: Las metamorfosis, XIV, 90-100.